# جريس ايريني
الجُرَيس الايريني (باللاتينية: Campanula erinus) نوع نباتي ينتمي إلى جنس الجريس من الفصيلة الجريسية.

## الموئل والانتشار
موطنه بلاد الشام ومصر والمغرب العربي وبعض مناطق البلقان.

## مرادفات للاسم العلمي
- (باللاتينية: Campanula erinus f. albiflora Maire)
- (باللاتينية: Campanula erinus f. coerulea Maire)
- (باللاتينية: Campanula nanella P.A.Smirn.)
- (باللاتينية: Campanula parviflora St.-Lag. [Illegitimate])
- (باللاتينية: Campanula portensis L.)
- (باللاتينية: Erinia campanula Noulet [Illegitimate])
- (باللاتينية: Erinus campanulata Nyman)
- (باللاتينية: Roucela erinus (L.) Dumort.)
- (باللاتينية: Wahlenbergia erinus (L.) Link)